# Kstovskij rajon
Lo Kstovskij rajon (in russo Кстовский район?) è un rajon dell'Oblast' di Nižnij Novgorod, nella Russia europea; il capoluogo è Kstovo.